# Shira Rishony
Shira Rishony (en hébreu : שירה ראשוני), née le 21 février 1991 à Holon, est une judokate israélienne.

## Carrière
Shira Rishony est médaillée de bronze par équipes aux Jeux olympiques d'été de 2020 à Tokyo.
Elle remporte ensuite la médaille de bronze dans la catégorie des moins de 48 kg lors des Championnats d'Europe de judo 2022 à Sofia.

## Palmarès
| Année | Compétition           | Lieu  | Résultat | Catégorie      |
| ----- | --------------------- | ----- | -------- | -------------- |
| 2021  | Jeux olympiques       | Tokyo | 3e       | Par équipes    |
| 2022  | Championnats d'Europe | Sofia | 3e       | Moins de 48 kg |